# Het geheim van de Nitronstralen
Het geheim van de Nitronstralen is een stripalbum uit 1981 en het zesde deel uit de stripreeks Storm, getekend door Don Lawrence naar een scenario van Dick Matena. 
Het album vormt een drieluik samen met deel 4 (De groene hel) en 5 (De strijd om de aarde). Storm krijgt hierin te maken met een telekinetisch Azurisch meisje dat zowel de sleutel tot de ondergang als de redding van de Aarde is. Discriminatie en verzoening (mensen vs. Azuriërs, telekineten vs. normalen) spelen een grote rol in het album.

## Verhaallijn
De mensheid heeft onder leiding van Storm, Mordegai, de afvallige Azuriër generaal Solon en Balder de Azuriërs van de Aarde verjaagd. Een aanval tegen de Azurische bases op de Maan volgt, en na een zware strijd in de ruimte en op de grond weten de Aardlingen een aantal Azurische bases te bezetten. De Azuriërs proberen tevergeefs Solon te chanteren door zijn ouders te bedreigen, maar het plan mislukt en Solon offert zijn leven zodat de Aarde ook de laatste Azurische Maanbasis kan bezetten. Een aantal Azurische vrouwen en kinderen zijn de oude nitronmijnen ingevlucht waar ze bezwijken aan de straling die dit erts afgeeft. Allemaal op het kleine Azurische meisje Bitak na. Het kind wordt op Aarde ondergebracht. Een aantal Azuriërs vlucht de ruimte in om daar een piratenbestaan op te bouwen.
Storm, Mordegai en Balder vieren de overwinning maar proberen de mensen en de Azuriërs te verzoenen. De Azuriërs moeten gelijkheid met de mensen accepteren, en de mensen moeten afgehouden worden van wraaknemingen. Dit is niet makkelijk. Benjamin, leerling van Mordegai, probeert zijn meester te vergiftigen en Storm te laten verdwijnen. Vervolgens zet hij de mensen tegen de Azuriërs op in een haatcampagne. Storm weet Benjamin tot de orde te roepen maar hij weet te ontsnappen en Mordegai te doden.
Inmiddels blijkt Bitak telekinetische gaven te hebben ontwikkeld. Storm en Roodhaar halen haar per vliegtuig op om haar te onderzoeken, maar Bitak wil hoger vliegen en de maan zien. De gevolgen niet beseffend gebruikt ze haar telekinetische kracht om het vliegtuig omhoog te laten vliegen. Het vliegt de ruimte in, maar door de dalende luchtdruk verliezen de inzittenden hun bewustzijn. Ze zijn zo een makkelijke prooi voor Azurische piraten. Niet lang daarna vangen ze ook Benjamin, die Bitak inpalmt zodat ze hem in bescherming neemt. Zo weet hij tijdig naar een ander planetenstelsel te ontsnappen met Bitak, terwijl Storm en de Aardlingen uiteindelijk met de piraten afrekenen.
Vele lichtjaren van de Aarde verzoekt Benjamin een onderhoud met een oude bekende: de supervisor. Deze, tuk op een kans op wraak, staat Benjamin toe zijn labfaciliteiten te gebruiken, en al snel heeft Benjamin ontdekt dat Bitak een zeldzame bloedgroep heeft. Hierdoor doodde nitronstraling haar niet, maar gaf deze haar haar telekinetische gave. De supervisor ronselt meteen een groep Azuriërs met de bloedgroep en laat hen bestralen. Bitak loopt inmiddels na een ruzie met Benjamin weg, kaapt met haar krachten een ruimteschip, en weet de Aarde te bereiken. Hierdoor komt Storm erachter wat de supervisor van plan is. Hij laat ook alle Azuriërs met de zeldzame bloedgroep bestralen.
Een groep dimensieschepen verschijnt en de telekinetische Azuriërs veroorzaken zware stormen op Aarde. De Azuriërs van Storm blokkeren dit echter met hun krachten en de stormen gaan liggen. Hierop valt een eskader ruimtejagers de dimensieschepen aan. Die zijn niet op een gevecht berekend en delven het onderspit. De supervisor wil vluchten maar Benjamin richt een pistool op hem. De supervisor blijkt ook de zeldzame bloedgroep te hebben en gebruikt zijn krachten om Benjamin te doden. Hierna vlucht hij.
De telekinetische Azuriërs van de Aarde, inclusief Bitak, ontmoeten de door de supervisor gerekruteerde Azuriërs. Ze besluiten naar een nieuwe planeet te migreren zodat ze met rust gelaten worden en hun krachten niet meer voor oorlogsvoering worden misbruikt. Storm en Roodhaar nemen afscheid van Bitak en proberen mee te bouwen aan een Aarde waar mensen en Azuriërs naast elkaar kunnen leven.